# پادشاهی روم
پادشاهی روم (به لاتین: Regnum Romanum) نخستین دوره از تمدن باستانی روم است که از سال ۷۵۳ قبل از میلاد
تا سال ۵۰۹ ق.م. برپایه حکومت سلطنتی در رم و قلمرو آن برپا بوده است.
رمولوس نخستین پادشاه رومیان، شهر رم را بنیان نهاد و پادشاهش شد. رمولوس پس از اتحاد با سابین‌ها تعدادی از پاتریسین‌ها (مردان اشرافی) را به عنوان سناتور برای شرکت در انجمن مشورتی سنا انتخاب کرد. رمولوس طی ۳۸ سال حکومت خود، توانست بسیاری از شهرهای سرزمین لاتیوم را تحت تسلط درآورد و شهر رم را به یک شهر بزرگ تبدیل کند. او پس از مرگ به مقام خدایی رسید و معبدی برای پرستش روح او در بازار شهر ساخته شد.
با قدرت گرفتن روم، قبایل همسایه از جمله اتروسک‌ها نیز با لاتین‌ها متحد شدند و به این ترتیب روم به قدرتمندترین دولت شبه جزیره ایتالیا تبدیل شد. اتروسک‌ها که خود را کمتر از رومی‌ها نمی‌دیدند، خواهان مشارکت در نظام کشور شدند، به‌طوری که پنجمین و ششمین و هفتمین پادشاهان روم از میان آن‌ها برگزیده شدند. در دوره هفتمین پادشاه یعنی تارکوینیوس سوپربوس اتروسک‌ها به بالاترین مقام رسیدند و ثروت کلانی به چنگ آوردند. عامه مردم اتروسک‌ها را به چشم غاصبان بیگانه می‌نگریستند و به دنبال فرصتی برای بیرون کردن آن‌ها از آن سرزمین بودند. عاقبت در سال ۵۰۹ پیش از میلاد، تعدادی از سناتورها به رهبری لوکیوس یونیوس بروتوس پادشاه را خلع و حکومت را جمهوری اعلام کردند و جمهوری روم آغاز شد.

## ساختار
در دوران پادشاهی تنها پادشاه بود که به‌عنوان کلانتر عالی‌رتبه با رأی پاتریسی‌ها یا همان سران قبایل اولیه رومی انتخاب می‌شد تا شهر را اداره و حکومت کند، تنها استثناء رومولوس بود چرا که او نخستین پادشاه و بنیان‌گذار شهر روم بود. راجع به چهار پادشاه نخست روم (لاتین‌ها) سندی که نشان دهد انتصابشان به پادشاهی امری موروثی بوده در دست نیست، درحالی‌که برای سه پادشاه آخر (اتروسک‌ها) ملاک وراثت مادری برقرار بوده است.
تاریخ‌نگاران عصرباستان بر این ادعا بودند که پادشاهان روم بر مبنای فضایل و دانش خود به پادشاهی برگزیده می‌شدند. برای تاریخ‌نگاران باستانی مشکل بود که اقتدارات پادشاه را تعریف کنند، اقتداراتی که در دوران جمهوری روم به کنسول‌ها تفویض شدند. برخی تاریخ‌نگاران مدرن بر این گمان‌اند که قدرت عالی از آنِ مردم بوده است و پادشاه صرفاً یک مقام مجری می‌نمود درحالی‌که برای برخی دیگر قدرت مطلقه از آنِ پادشاه بوده و مردم و سنا نقشی درجه دوم و در حد کنترل قدرت پادشاه داشتند. نمادهای اقتدار پادشاه عبارت بودند از دوازده تبردار مجهز به تبرپوش، کرسی کورولی، توگای سرخ، کفش‌هایی سرخ و دیهیم سفیدی بر سر. پادشاه از اقتدارات و امتیازات زیر برخوردار بود: دارای اقتدار عالیه، فرمانده عالی قوای نظامی، رئیس حکومت، کاهن اعظم، قانونگذار و قاضی ارشد. انتخاب پادشاه فرایندی بود که مشتمل‌بر مداخلهٔ اینتررکس، سنا، مجمع کوریاتا، و البته آگورهایی که می‌بایستی اراده خدایان را به‌واسطه عمل فالگیری از روی حرکت پرندگان حدس بزنند. در تئوری این مردم روم بودند که پادشاه خود را انتخاب می‌کردند اما در عمل مجلس سنا که این کار را انجام می‌داد.

## چهار پادشاه نخست
چهار پادشاه نخست یعنی رومولوس، نوما پومپیلیوس، تولوس هوستیلیوس، و آنکوس مارکیوس دارای اصالتی لاتینی و سابین بودند و روی هم رفته ۱۳۷ سال پادشاهی کردند و پایه‌های شهر رم و بسیاری از آداب و رسوم و نهادهای آن را پی‌افکندند.

### رومولوس (۷۱۶–۷۵۳ قبل از میلاد)
بر طبق حماسه، رومولوس اولین پادشاه و مؤسس نام‌بخش روم، دارای تباری لاتین، فرزند مارس (خدای جنگ رومیان) و رئا سیلویا (فرزند نومیتور، پادشاه آلبا لونگا) بود و در ۲۱ آوریل ۷۵۳ قبل از میلاد با پی‌افکندن خط مرزی مقدسی به‌نام پومریوم بنیان‌گذار شهر روم شناخته‌شد، در همین‌حال برادر دوقلویش رموس برای تمسخر او ـ که در حال ساختن دیواری بر گرداگرد شهر جدید روم بود ـ از روی دیوار پرید و رومولوسِ خشمگین هم او را کُشت. رومولوس پس از آنکه شهر را بر روی تپه‌های پالاتینوس پی‌افکند، جنایتکاران، بَردگان فراری، تبعیدیان و متمردینِ دیگر شهرها را با وعدهٔ حق پناهندگی دعوت کرد به او بپیوندند. اینچنین توانست شهر روم را پُرجمعیت سازد، همچنین دستور به ربودن زنان سابین ـ که در همسایگی بودند ـ را داد تا آنان را به عقد مردان خودش درآورَد. این امر جنگی بین رومیان و سابین‌ها را موجب شد که با مداخلهٔ زنان سابین به صلح ختم شد چنان‌که مردان سابین هم بر روی تپه کوئیرینال مستقر شدند و پادشاه آنان تیتوس تاتیوس قدرت خود را با رومولوس تقسیم نمود.

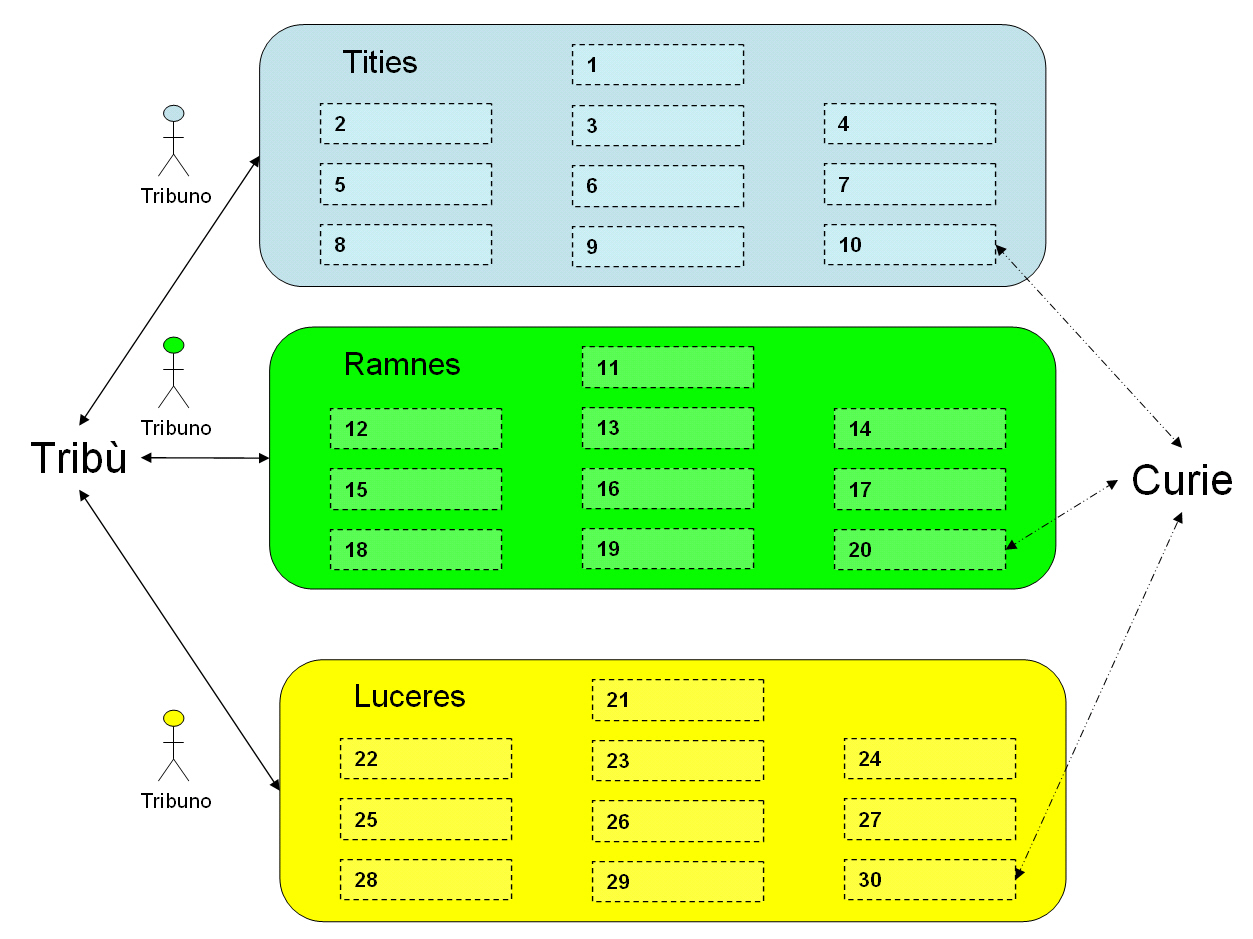
سه قبیلهٔ (Tribù) اصلی روم عبارت بودند از Tities, Ramnes، و Luceres و چنان‌که دیده می‌شود هر یک به ده کوریا (Curie) تقسیم می‌شدند و رومولوس هر کوریا را به قدرتمندترین فرد آن قبیله می‌سپرد.

رومولوس مردم را به دو گروه تقسیم کرد؛ کسانی‌که می‌توانستند بجنگند و کسانی‌که قادر به این کار نبودند. او برجسته‌ترین و والاتبارترین مردان را برگزید تا مجلس سنای روم را تشکیل دهند، این کار باعث شد تا نوادگان اینان تبدیل به نخبگان دوران جمهوری شوند. وی همچنین مجمع کوریاتا را تشکیل داد که یکی از وظایفش تصویب قوانین بود. او همچنین آوگورهایی ایجاد کرد. رومولوس چندین جنگ با قبایل همسایه و رقیب روم مانند فیدنات‌ها و وینت‌ها به‌راه انداخت.
تقسیم‌بندی قبایل رومی به سه دسته تیتی‌ها، رامنِنس‌ها و لوکرها نیز از آنِ اوست؛ هر یک از این قبایل (tribù) به‌نوبه خود به ده قبیله کوچکتر که بدانان کوریا (curia) می‌گفتند تقسیم می‌شدند. این سی کوریا می‌بایستی در مواقع اضطراری روی‌هم‌رفته سیصد سواره و سه‌هزار پیاده برای ارتش روم مهیا کنند. رومولوس پس از چهل سال زمامداری ـ بر طبق افسانه‌ها ـ در اثر یک صاعقه ناپید شده و به آسمان برده‌شد. بر طبق وصیتش، پس از مرگش ایزدانگاشته شد و شاید معادل با همان خدای سابینی کویرینوس باشد.